# Максвел монтес
Максвел монтес или Максвелове планине прадстављају један од највећих планинских ланаца на површини планете Венере. Налази се на координатама 65,2° северно и 3,3° источно (планетоцентрични координатни систем +Е 0-360).
Налази се на северном континенту Иштар тера и са апсолутном висином од приближно 11.000 метара највиша је планина на Венери. У односу на суседну висораван Лакшми планум издиже се око 6.400 метара. Овај масивни планински ланац протеже се дужином од око 853 км, и има максималну ширину од 700 км. Западни обронци лана су знатно стрмији у односу на источне који се постепено спуштају ка нижим подручјима. Захваљујући својој висини ово је подручје са најнижим температурама на површини Венере (у просеку око 380 °C) и са најмањим вредностима атмосферског притиска (око 45 бара).
Планински ланац је име добио према шкотском физичару и математичару Џејмсу Клерку Максвелу (1831—1879) који је радећи на радио таласима омочио стварање модерних радара, а име планине је 1979. усвојила Међународна астрономска унија.
Ово је једини објекат на површини Венере поред области Алфа и Бета који не носи имена базирана на женским божанствима или познатим женама.